# Drugi brzeg
Pour plus de détails, voir Fiche technique et Distribution.
Drugi brzeg est un film polonais réalisé par Zbigniew Kuźmiński, sorti en 1962.
Le scénario du film est basé sur les romans de Stanisław Wygodzki et sur des événements authentiques tirés des mémoires de communistes polonais d'avant-guerre. Le film se déroule dans les années 1936-1942.
Les photos en extérieur ont été prises à Spała et Chorzów.

## Synopsis
1936, Paweł, communiste polonais et membre actif du Parti communiste de Pologne, est poursuivi par la police et se retrouve dans la maison de son ami de l'organisation, Stefan. Mais là, il est arrêté par la police et condamné à de nombreuses années de prison. Paweł est convaincu que Stefan l'a balancé, car lui seul connaissait sa cachette. Une enquête interne de l'organisation communiste a lieu, cependant, ne confirme pas ses soupçons, aussi lorsque Pawel parvient à s'échapper de prison après l'attaque allemande sur la Pologne en septembre 1939, il demande à nouveau l'aide de Stefan. Ce dernier l'accueille comme un vieil ami et lui donne l'adresse où l'homme doit se rendre. Juste avant que Paweł n'y arrive, il voit sa petite amie bien-aimée Ewa être emmenée par la Gestapo. De nouveau il devient suspect de Stefan. Alors que l'homme évite bientôt une vague d'arrestations de communistes sur son lieu de travail, Paweł est déjà sûr que Stefan est un traître.
Après plusieurs années, en pleine occupation allemande, Stefan réapparaît dans sa vie. Convaincu d'avoir affaire à un informateur, Paweł lui rend visite le soir chez lui - la même maison où il avait été arrêté quelques années auparavant. Interrogé, Stefan nie toute collaboration avec la police polonaise et la Gestapo, et clame son innocence. Au même moment, la Gestapo arrive. Stefan cache Paweł dans le grenier, d'où l'homme peut quitter la maison en toute sécurité. Avant de s'enfuir, il voit Stefan nier les questions des Allemands à son sujet, ce qui lui vaut d'être abattu. Il voit aussi le vrai traître - un marchand de journaux de la rue.

## Fiche technique
- Titre : Drugi brzeg
- Titre en anglais : Another Shore
- Réalisation : Zbigniew Kuźmiński
- Scénario : Andrzej Szypulski et Zbigniew Kuźmiński
- Musique : Kazimierz Serocki
- Son : Leonard Księżak
- Photographie : Karol Chodura
- Montage : Mirosława Garlicka et Lena Deptuła
- Pays :  Pologne
- Langue : polonais, allemand
- Format : Noir et blanc
- Genre : Drame
- Durée : 90 minutes
- Dates de sortie :
  -  Pologne : 30 avril 1962
  -  Union soviétique : 20 mai 1963
  -  Hongrie : 18 juillet 1963

## Distribution
- Józef Nowak : Paweł Lasoń
- Alicja Pawlicka : Ewa
- Franciszek Pieczka : Stefan
- Ludwik Pak : Wasyl
- Zdzisław Karczewski : Florian
- Helena Chaniecka : Parolowa
- Witold Pyrkosz : Gabryś
- Jerzy Bińczycki : policier
- August Kowalczyk : juge d'instruction
- Stanisław Bieliński : Henryk
- Kazimierz Fabisiak : gardien de prison Gądek
- Marian Jastrzębski : le père de Stefan
- Andrzej Krasicki : prisonnier criminel
- August Kowalczyk : enquêteur polonais d'avant-guerre
- Zdzisław Kuźniar : gardien de prison
- Zdzisław Lubelski : marchand de journaux, confidant
- Adam Mularczyk : prisonnier criminel "Rączka"
- Roman Sykała : directeur de prison
- Stanisław Ptak : prisonnier criminel
- Halina Mikołajska : femme avec un bébé
- Zygmunt Malawski : prisonnier politique
- Leopold Rene Nowak : prisonnier politique
- Edward Sztej